# Wolverhampton Wanderers F.C. mùa giải 2023-24
Mùa giải 2023-24 là mùa giải thứ 146 trong lịch sử câu lạc bộ Wolverhampton Wanderers và cũng là mùa giải thứ sáu liên tiếp đội bóng này chơi ở Giải bóng đá Ngoại hạng Anh. Cùng với giải Ngoại hạng, đội bóng cũng tranh tài ở hai đấu trường cúp, đó là FA Cup và EFL Cup.
Đây cũng đồng thời sẽ là mùa giải đầy đủ đầu tiên của huấn luyện viên Julen Lopetegui tại câu lạc bộ, sau khi được bổ nhiệm vào giữa mùa giải trước. Mùa giải này sẽ bắt đầu từ ngày 1 tháng 7 năm 2023 và kết thúc vào ngày 30 tháng 6 năm 2024.
Tuy nhiên, Lopetegui đã chia tay Wolves vào ngày 8 tháng 8, chỉ sáu ngày trước trận mở màn của đội ở giải Ngoại hạng. Một ngày sau, Wolves công bố bổ nhiệm Gary O'Neil vào vị trí huấn luyện viên của đội.

## Thành viên câu lạc bộ
Theo danh sách của đội ngày 20 tháng 9 năm 2023
| Vị trí                     | Tên           |
| Quản lý                    | Quản lý       |
| -------------------------- | ------------- |
| Chủ tịch điều hành         | Jeff Shi      |
| Giám đốc thể thao          | Matt Hobbs    |
| Chuyên môn                 |               |
| Huấn luyện viên trưởng     | Gary O'Neil   |
| Trợ lý huấn luyện viên     | Tim Jenkins   |
| Huấn luyện viên chuyên môn | Shaun Derry   |
| Huấn luyện viên chuyên môn | Ian Burchnall |
| Huấn luyện viên thủ môn    | Neil Cutler   |
| Chuyên viên phân tích      | Woody Dewar   |

## Đội hình
Tính đến tháng 2 năm 2023 
| Số       | Quốc tịch        | Tên                     | Vị trí  | Nơi sinh         | Tuổi              | Gia nhập | Mua từ              | Hợp đồng  |
| Thủ môn  | Thủ môn          | Thủ môn                 | Thủ môn | Thủ môn          | Thủ môn           | Thủ môn  | Thủ môn             | Thủ môn   |
| -------- | ---------------- | ----------------------- | ------- | ---------------- | ----------------- | -------- | ------------------- | --------- |
| 1        | Bồ Đào Nha       | José Sá                 | GK      | Braga            | 17 tháng 1, 1993  | 2021     | Olympiacos          | 30/6/2027 |
| 25       | Anh              | Daniel Bentley          | GK      | Basildon         | 13 tháng 7, 1993  | 2023     | Bristol City        | 30/6/2025 |
| 40       | Wales            | Tom King                | GK      | Plymouth         | 9 tháng 3, 1995   | 2023     | Northampton Town    | 30/6/2027 |
| Hậu vệ   |                  |                         |         |                  |                   |          |                     |           |
| 2        | Cộng hòa Ireland | Matt Doherty            | RB      | Dublin           | 16 tháng 1, 1992  | 2023     | Atlético Madrid     | 30/6/2026 |
| 3        | Algérie          | Rayan Aït-Nouri         | LB      | Montreuil        | 6 tháng 6, 2001   | 2021     | Angers              | 30/6/2026 |
| 4        | Uruguay          | Santiago Bueno          | CB      | Montevideo       | 9 tháng 11, 1998  | 2023     | Girona              | 30/6/2028 |
| 15       | Anh              | Craig Dawson            | CB      | Rochdale         | 6 tháng 5, 1990   | 2023     | West Ham            | 30/6/2025 |
| 17       | Tây Ban Nha      | Hugo Bueno              | LB      | Vigo             | 18 tháng 9, 2002  | 2019     | Areosa              | 30/6/2028 |
| 22       | Bồ Đào Nha       | Nélson Semedo           | RB      | Lisbon           | 16 tháng 11, 1993 | 2020     | Barcelona           | 30/6/2025 |
| 23       | Anh              | Max Kilman (đội trưởng) | CB      | Chelsea          | 23 tháng 5, 1997  | 2018     | Maidenhead United   | 30/6/2028 |
| 24       | Bồ Đào Nha       | Toti                    | CB      | Bissau           | 16 tháng 1, 1999  | 2020     | Estoril Praia       | 30/6/2029 |
| Tiền vệ  |                  |                         |         |                  |                   |          |                     |           |
| 5        | Gabon            | Mario Lemina            | CM      | Libreville       | 1 tháng 9, 1993   | 2023     | OGC Nice            | 30/6/2025 |
| 6        | Mali             | Boubacar Traoré         | CM      | Bamako           | 20 tháng 8, 2001  | 2023     | FC Metz             | 30/6/2027 |
| 8        | Brasil           | João Gomes              | CM      | Rio de Janeiro   | 12 tháng 2, 2001  | 2023     | Flamengo            | 30/6/2028 |
| 14       | Pháp             | Noha Lemina             | CAM     | Libreville       | 17 tháng 6, 2005  | 2024     | Paris Saint-Germain | Mượn      |
| 20       | Anh              | Tommy Doyle             | CM      | Manchester       | 17 tháng 10, 2001 | 2023     | Manchester City     | Mượn      |
| 27       | Pháp             | Jean-Ricner Bellegarde  | CM      | Colombes         | 27 tháng 6, 1998  | 2023     | Strasbourg          | 30/6/2028 |
| Tiền đạo |                  |                         |         |                  |                   |          |                     |           |
| 7        | Bồ Đào Nha       | Pedro Neto              | LW      | Viana do Castelo | 9 tháng 3, 2000   | 2019     | Lazio               | 30/6/2027 |
| 11       | Hàn Quốc         | Hwang Hee-chan          | LW      | Chuncheon        | 26 tháng 1, 1996  | 2022     | Leipzig             | 30/6/2028 |
| 12       | Brasil           | Matheus Cunha           | CF      | João Pessoa      | 27 tháng 5, 1999  | 2023     | Atlético Madrid     | 30/6/2027 |
| 21       | Tây Ban Nha      | Pablo Sarabia           | RW      | Madrid           | 11 tháng 5, 1992  | 2023     | PSG                 | 30/6/2025 |
| 30       | Paraguay         | Enso González           | LW      | Asunción         | 20 tháng 1, 2005  | 2023     | Club Libertad       | 30/6/2028 |
| 62       | Zimbabwe         | Tawanda Chirewa         | RW      | Chelmsford       | 11 tháng 10, 2003 | 2023     | Ipswich Town        | 30/6/2027 |
| 63       | Cộng hòa Ireland | Nathan Fraser           | ST      | Tettenhall       | 22 tháng 2, 2005  | Học viện | Học viện            | 30/6/2025 |
| 84       | Anh              | Leon Chiwome            | ST      | Brighton         | 10 tháng 1, 2006  | 2022     | AFC Wimbledon       | 30/6/-    |
| Cho mượn |                  |                         |         |                  |                   |          |                     |           |
| 9        | Bồ Đào Nha       | Fábio Silva             | ST      | Porto            | 19 tháng 7, 2002  | 2020     | Porto               | 30/6/2026 |
| 10       | Bồ Đào Nha       | Daniel Podence          | LW      | Oeiras           | 21 tháng 10, 1995 | 2020     | Olympiakos          | 30/6/2025 |
| 14       | Colombia         | Yerson Mosquera         | CB      | Apartadó         | 2 tháng 5, 2001   | 2021     | Atlético Nacional   | 30/6/2026 |
| 18       | Áo               | Saša Kalajdžić          | ST      | Vienna           | 7 tháng 7, 1997   | 2022     | VfB Stuttgart       | 30/6/2027 |
| 20       | Bồ Đào Nha       | Chiquinho               | RW      | Cascais          | 5 tháng 2, 2000   | 2022     | Estoril Praia       | 30/6/2026 |
| 30       | Bồ Đào Nha       | Gonçalo Guedes          | ST      | Benavente        | 29 tháng 11, 1996 | 2022     | Valencia            | 30/6/2027 |
| 32       | Cộng hòa Ireland | Joe Hodge               | CM      | Manchester       | 14 tháng 9, 2002  | 2021     | Manchester City     | 30/6/2027 |

## Giao hữu tiền mùa giải
Vào ngày 11 tháng 5, đội bóng đã công bố chuyến du đấu hè của đội đến với Hàn Quốc, đây là lần đầu tiên trong lịch sử đội bóng, Wolves đến với đất nước châu Á này để thực hiện mùa tour du đấu hè, dự kiến vào cuối tháng 7 tới. Tại Hàn Quốc, Wolves sẽ chơi hai trận giao hữu với lần lượt Celtic và AS Roma. Đội cũng đã công bố trận giao hữu cuối cùng của đội trước thềm mùa giải mới, chạm trán với Stade Rennais trên sân vận động Molineux. Tuy nhiên, vào ngày 28 tháng 6, trước thềm chuyến du đấu tại Hàn Quốc khoảng một tháng, đội đã thông báo hủy chuyến du đấu này vì một vài trục trặc với ban tổ chức.
Vào đầu tháng 7, Wolves cũng đã công bố thêm hai trận giao hữu nữa trước thềm mùa giải mới, lần lượt với Celtic và Luton Town. Ngày 15 tháng 7, đội thông báo sẽ tiếp tục quay lại Algarve để có một chuyến tập huấn ngắn ngày, cùng với đó là một trận giao hữu với Porto.
| 9 tháng 7, 2023 Giao hữu   | Wolves         | 2-1      | Vitória  | Algarve, Bồ Đào Nha |  |
|                            | Cunha · Farmer | Chi tiết | A. Silva |                     |  |
| Ghi chú: Trận giao hữu kín |                |          |          |                     |  |

| 12 tháng 7, 2023 Giao hữu  | Wolves | 1-0      | Farense | Algarve, Bồ Đào Nha |  |
|                            | Fraser | Chi tiết |         |                     |  |
| Ghi chú: Trận giao hữu kín |        |          |         |                     |  |

| 19 tháng 7, 2023 Giao hữu                   | Wolves          | 2-0      | Blackpool | Wolverhampton                                  |  |
|                                             | Sarabia · Cunha | Chi tiết |           | Sân vận động: Sir Jack Hayward Training Ground |  |
| Ghi chú: Trận giao hữu kín, kéo dài 60 phút |                 |          |           |                                                |  |

| 19 tháng 7, 2023 Giao hữu                   | Wolves | 0-4      | Blackpool                | Wolverhampton                                  |  |
|                                             |        | Chi tiết | (l.n.) · Lavery · Morgan | Sân vận động: Sir Jack Hayward Training Ground |  |
| Ghi chú: Trận giao hữu kín, kéo dài 60 phút |        |          |                          |                                                |  |

| 26 tháng 7, 2023 Giao hữu | Wolves                                             | 1-0      | Porto      | Algarve, Bồ Đào Nha                                                                      |  |
| 01:00 UTC+7 | Neto 19' · Dawson 68' · Doherty 87' · Traoré 90+3' | Chi tiết | 42' Taremi | Sân vận động: Estadio da Bela Vista Trọng tài: José Bessa Trọng tài VAR: Catarina Campos |  |
| Ghi chú: Đội hình xuất phát: 1 Sá - 17 Bueno - 23 Kilman (c) - 15 Dawson - 22 Semedo - 32 Hodge - 27 Nunes - 5 Lemina - 7 Neto - 12 Cunha - 21 Sarabia |                                                    |          |            |                                                                                          |  |

| 26 tháng 7, 2023 Giao hữu  | Wolves | 0-0      | U21 Man City | Algarve, Bồ Đào Nha |
|                            |        | Chi tiết |              |                     |
| Ghi chú: Trận giao hữu kín |        |          |              |                     |

| 26 tháng 7, 2023 Giao hữu                                               | Wolves | Hủy | Celtic | Suwon, Hàn Quốc                       |  |
| 17:00 UTC+7                                                             |        |     |        | Sân vận động: Suwon World Cup Stadium |  |
| Ghi chú: Trận đấu bị hủy do đội bóng đã hủy chuyến du đấu tại Hàn Quốc. |        |     |        |                                       |  |

| 29 tháng 7, 2023 Giao hữu                                               | Wolves | Hủy | Roma | Incheon, Hàn Quốc                   |  |
| 07:00 UTC+7                                                             |        |     |      | Sân vận động: Incheon Asiad Stadium |  |
| Ghi chú: Trận đấu bị hủy do đội bóng đã hủy chuyến du đấu tại Hàn Quốc. |        |     |      |                                     |  |

| 29 tháng 7, 2023 Giao hữu | Wolves                         | 1-1      | Celtic                    | Dublin, Ireland                                    |  |
| 20:00 UTC+7 | Semedo 66' · Cunha 86' (ph.đ.) | Chi tiết | 6' Furuhashi · 33' Taylor | Sân vận động: Aviva Stadium Lượng khán giả: 28,241 |  |
| Ghi chú: Đội hình xuất phát: 1 Sá - 17 Bueno - 23 Kilman (c) - 15 Dawson - 22 Semedo - 32 Hodge - 27 Nunes - 5 Lemina - 7 Neto - 12 Cunha - 21 Sarabia |                                |          |                           |                                                    |  |

| 3 tháng 8, 2023 Giao hữu | Wolves    | 0-0      | Luton | Wolverhampton                                 |  |
| 01:30 UTC+7 | Gomes 17' | Chi tiết |       | Sân vận động: Molineux Trọng tài: Darren Bond |  |
| Ghi chú: Đội hình xuất phát: 25 Bentley - 3 Ait-Nouri - 24 Toti - 23 Kilman (c) - 2 Doherty - 6 Traoré - 8 Gomes - 27 Nunes - 11 Hwang - 18 Kalajdzic - 29 Silva |           |          |       |                                               |  |

| 5 tháng 8, 2023 Giao hữu | Wolves                                | 3-1      | Rennes                 | Wolverhampton                                     |  |
| 18:45 UTC+7 | Aït-Nouri 11' · Gomes 49' · Hwang 67' | Chi tiết | 36' (ph.đ.) Bourigeaud | Sân vận động: Molineux Trọng tài: Tony Harrington |  |
| Ghi chú: Đội hình xuất phát: 1 Sá - 3 Ait-Nouri - 23 Kilman (c) - 15 Dawson - 22 Semedo - 27 Nunes - 5 Lemina - 32 Hodge - 7 Neto - 12 Cunha - 21 Sarabia |                                       |          |                        |                                                   |  |

## Các giải đấu

### Kết quả chung
Ở mùa giải 2023-24, Wolves sẽ thi đấu ở ba đấu trường chính, bao gồm giải bóng đá Ngoại hạng Anh, cúp FA và cúp EFL.
| Giải đấu       | Trận đấu đầu tiên | Trận đấu cuối cùng | Vòng đấu mở màn | Vị trí chung cuộc | Thành tích | Thành tích | Thành tích | Thành tích | Thành tích | Thành tích | Thành tích | Thành tích |
| Giải đấu       | Trận đấu đầu tiên | Trận đấu cuối cùng | Vòng đấu mở màn | Vị trí chung cuộc | ST         | T          | H          | B          | BT         | BB         | HS         | % thắng    |
| -------------- | ----------------- | ------------------ | --------------- | ----------------- | ---------- | ---------- | ---------- | ---------- | ---------- | ---------- | ---------- | ---------- |
| Ngoại hạng Anh | 15 tháng 8, 2023  | 19 tháng 5, 2024   | Vòng 1          | Thứ 14            | 38         | 13         | 7          | 18         | 50         | 65         | −15        | 034,21     |
| Cúp FA         | 6 tháng 1, 2024   | 16 tháng 3, 2024   | Vòng 3          | Tứ kết            | 5          | 3          | 1          | 1          | 9          | 6          | +3         | 060,00     |
| Cúp EFL        | 30 tháng 8, 2023  | 27 tháng 9, 2023   | Vòng 2          | Vòng 3            | 2          | 1          | 0          | 1          | 7          | 3          | +4         | 050,00     |
| Tổng cộng      | Tổng cộng         | Tổng cộng          | Tổng cộng       | Tổng cộng         | 45         | 17         | 8          | 20         | 66         | 74         | −8         | 037,78     |

Cập nhật lần cuối: ngày 2 tháng 6 năm 2024
Nguồn: Soccerway

### Giải bóng đá Ngoại hạng Anh
Về đích ở vị trí thứ 13 trong mùa giải trước, Wolves sẽ tiếp tục góp mặt trong số 20 đại diện tại giải đấu cao nhất nước Anh. Mùa giải Ngoại hạng Anh năm nay sẽ bắt đầu từ ngày 12 tháng 8 năm 2023 và hạ màn vào ngày 19 tháng 5 năm 2024. Lịch thi đấu của mùa giải này được công bố vào 15h chiều ngày 15 tháng 6 (theo giờ Việt Nam), và có thể được tùy chỉnh trong mùa giải tùy vào tình hình thực tế.

#### Bảng xếp hạng
| VT | Đội                     | ST | T  | H  | B  | BT | BB | HS  | Đ  |
| -- | ----------------------- | -- | -- | -- | -- | -- | -- | --- | -- |
| 11 | Bournemouth             | 38 | 13 | 9  | 16 | 54 | 67 | −13 | 48 |
| 12 | Crystal Palace          | 38 | 13 | 10 | 15 | 57 | 58 | −1  | 49 |
| 13 | Wolverhampton Wanderers | 38 | 13 | 7  | 18 | 50 | 65 | −15 | 46 |
| 14 | Fulham                  | 38 | 13 | 8  | 17 | 55 | 61 | −6  | 47 |
| 15 | Everton                 | 38 | 13 | 9  | 16 | 40 | 51 | −11 | 40 |

1. ↑  Everton bị trừ 10 điểm do vi phạm Luật Công bằng Tài chính,[12] sau đó Everton kháng cáo thành công, chỉ bị trừ 6 điểm (được cộng lại 4 điểm).[13] Ngày 8/4/2024, Everton nhận thêm án phạt trừ 2 điểm do vi phạm các quy tắc bền vững và lợi nhuận (PSR) của Premier League.[14] Tổng cộng, câu lạc bộ bị trừ 8 điểm.

#### Kết quả tổng hợp
| Tổng thể | Tổng thể | Tổng thể | Tổng thể | Tổng thể | Tổng thể | Tổng thể | Tổng thể | Sân nhà | Sân nhà | Sân nhà | Sân nhà | Sân nhà | Sân nhà | Sân khách | Sân khách | Sân khách | Sân khách | Sân khách | Sân khách |
| ST       | T        | H        | B        | BT       | BB       | HS       | Đ        | T       | H       | B       | BT      | BB      | HS      | T         | H         | B         | BT        | BB        | HS        |
| -------- | -------- | -------- | -------- | -------- | -------- | -------- | -------- | ------- | ------- | ------- | ------- | ------- | ------- | --------- | --------- | --------- | --------- | --------- | --------- |
| 38       | 13       | 7        | 18       | 50       | 65       | −15      | 46       | 8       | 3       | 8       | 26      | 30      | −4      | 5         | 4         | 10        | 24        | 35        | −11       |

Cập nhật lần cuối: ngày 2 tháng 6 năm 2024.

Nguồn: [Soccerway]

#### Kết quả theo vòng đấu
| Vòng    | 1  | 2  | 3  | 4  | 5  | 6  | 7  | 8  | 9  | 10 | 11 | 12 | 13 | 14 | 15 | 16 | 17 | 18 | 19 | 20 | 21 | 22 | 23 | 24 | 25 | 26 | 27 | 28 | 29 | 30 | 31 | 32 | 33 | 34 | 35 | 36 | 37 | 38 |
| ------- | -- | -- | -- | -- | -- | -- | -- | -- | -- | -- | -- | -- | -- | -- | -- | -- | -- | -- | -- | -- | -- | -- | -- | -- | -- | -- | -- | -- | -- | -- | -- | -- | -- | -- | -- | -- | -- | -- |
| Sân     | A  | H  | A  | A  | H  | A  | H  | H  | A  | H  | A  | H  | A  | A  | H  | H  | A  | H  | A  | H  | A  | H  | A  | H  | A  | H  | A  | H  | A  | A  | H  | A  | H  | H  | H  | A  | H  | A  |
| Kết quả | L  | L  | W  | L  | L  | D  | W  | D  | W  | D  | L  | W  | L  | L  | W  | D  | L  | W  | W  | W  | D  | L  | W  | L  | W  | W  | L  | W  | L  | D  | L  | D  | L  | L  | W  | L  | L  | L  |
| Vị trí  | 17 | 19 | 15 | 15 | 16 | 16 | 15 | 14 | 12 | 12 | 14 | 12 | 12 | 13 | 13 | 13 | 13 | 11 | 11 | 11 | 11 | 11 | 10 | 11 | 11 | 9  | 10 | 9  | 10 | 11 | 11 | 11 | 11 | 12 | 11 | 12 | 13 | 14 |
| Điểm số | 0  | 0  | 3  | 3  | 3  | 4  | 7  | 8  | 11 | 12 | 12 | 15 | 15 | 15 | 18 | 19 | 19 | 22 | 25 | 28 | 29 | 29 | 32 | 32 | 35 | 38 | 38 | 41 | 41 | 42 | 42 | 43 | 43 | 43 | 46 | 46 | 46 | 46 |

#### Các trận đấu
Thắng
      Hoà
      Thua
      Trận đấu
| 15 tháng 8, 2023 1 | Man United                           | 1-0      | Wolves                                         | Greater Manchester                                                                                         |  |
| 02:00 UTC+7 | Martínez 17' · Shaw 45' · Varane 76' | Chi tiết | 27' Lemina · 35' Aït-Nouri · 69' Neto · O'Neil | Sân vận động: Old Trafford Lượng khán giả: 73,358 Trọng tài: Simon Hooper Trọng tài VAR: Michael Salisbury |  |
| Ghi chú: Đội hình xuất phát: 1 Sá - 3 Ait-Nouri - 23 Kilman (c) - 15 Dawson - 22 Semedo - 8 Gomes - 5 Lemina - 27 Nunes - 7 Neto - 12 Cunha - 21 Sarabia |                                      |          |                                                | |  |

| 19 tháng 8, 2023 2 | Wolves                                                     | 1-4      | Brighton | Wolverhampton                                                                                    |  |
| 21:00 UTC+7 | Dawson 17' · Hwang 61', 63' · Nunes 76' 90+5' · Kilman 88' | Chi tiết | 8' Gross · 15' Mitoma · 18' Milner · 19' Enciso · 46', 60' Estupiñán · 51', 55' March · 64' Pedro · 90+5' Webster | Sân vận động: Molineux Lượng khán giả: 31,317 Trọng tài: Andy Madley Trọng tài VAR: Peter Bankes |  |
| Ghi chú: Đội hình xuất phát: 1 Sá - 3 Ait-Nouri - 23 Kilman (c) - 15 Dawson - 22 Semedo - 8 Gomes - 5 Lemina - 27 Nunes - 7 Neto - 29 Silva - 12 Cunha |                                                            |          | |                                                                                                  |  |

| 26 tháng 8, 2023 3 | Everton                                     | 0-1      | Wolves                                                           | Liverpool                                                                                             |  |
| 21:00 UTC+7 | Branthwaite 53' · Garner 63' · Chermiti 90' | Chi tiết | 29' Gomes · 40' Semedo · 51' Lemina · 68' Dawson · 87' Kalajdžić | Sân vận động: Goodison Park Lượng khán giả: 38,851 Trọng tài: Peter Bankes Trọng tài VAR: Andy Madley |  |
| Ghi chú: Đội hình xuất phát: 1 Sá - 17 Bueno - 23 Kilman (c) - 15 Dawson - 22 Semedo - 5 Lemina - 8 Gomes - 11 Hwang - 12 Cunha - 7 Neto - 29 Silva |                                             |          |                                                                  | |  |

| 3 tháng 9, 2023 4 | Crystal Palace                        | 3-2      | Wolves                                                              | Croydon, London                                                                                          |  |
| 20:00 UTC+7 | Ward 52' · Édouard 56', 84' · Eze 78' | Chi tiết | 24' Semedo · 27' Aït-Nouri · 55' Gomes · 65' Hee Chan · 90+6' Cunha | Sân vận động: Selhurst Park Lượng khán giả: 24,741 Trọng tài: Robert Jones Trọng tài VAR: Stuart Attwell |  |
| Ghi chú: Đội hình xuất phát: 1 Sá - 3 Ait-Nouri - 23 Kilman (c) - 15 Dawson - 22 Semedo - 5 Lemina - 8 Gomes - 7 Neto - 12 Cunha - 21 Sarabia - 9 Silva |                                       |          |                                                                     | |  |

| 16 tháng 9, 2023 5 | Wolves                   | 1-3      | Liverpool                                                                                      | Wolverhampton                                                                                       |  |
| 18:30 UTC+7 | Hee Chan 7' · Semedo 71' | Chi tiết | 4' Mac Allister · 55' Gakpo · 85' Robertson · 90+1' (l.n.) Bueno · 90+2' Elliott · 90+2' Jones | Sân vận động: Molineux Lượng khán giả: 31,257 Trọng tài: Michael Oliver Trọng tài VAR: Paul Tierney |  |
| Ghi chú: Đội hình xuất phát: 1 Sá - 3 Ait-Nouri - 23 Kilman (c) - 15 Dawson - 22 Semedo - 27 Bellegarde - 5 Lemina - 8 Gomes - 7 Neto - 12 Cunha - 11 Hwang |                          |          |                                                                                                | |  |

| 23 tháng 9, 2023 6 | Luton              | 1-1      | Wolves                                                 | Luton                                                                                                 |  |
| 21:00 UTC+7 | Morris 65' (ph.đ.) | Chi tiết | 39' Bellegarde · 45+1' Gomes · 50' Neto · 90+6' Lemina | Sân vận động: Kenilworth Road Lượng khán giả: 10,893 Trọng tài: Josh Smith Trọng tài VAR: John Brooks |  |
| Ghi chú: Đội hình xuất phát: 1 Sá - 3 Ait-Nouri - 23 Kilman (c) - 15 Dawson - 22 Semedo - 27 Bellegarde - 5 Lemina - 8 Gomes - 7 Neto - 12 Cunha - 11 Hwang |                    |          |                                                        | |  |

| 30 tháng 9, 2023 7 | Wolves                                                                                      | 2-1      | Man City                                               | Wolverhampton                                                                                     |  |
| 21:00 UTC+7 | Dias 13' (l.n.) · Hee Chan 24', 66' · Lemina 39' · Neto 57' · Sá 83' · Silva 90+3' · Semedo | Chi tiết | 17' Walker · 58', 63' Álvarez · 59' Kovačić · 82' Doku | Sân vận động: Molineux Lượng khán giả: 31,415 Trọng tài: Craig Pawson Trọng tài VAR: Robert Jones |  |
| Ghi chú: Đội hình xuất phát: 1 Sá - 3 Ait-Nouri - 24 Toti - 15 Dawson - 23 Kilman (c) - 22 Semedo - 5 Lemina - 8 Gomes - 7 Neto - 12 Cunha - 11 Hwang |                                                                                             |          |                                                        |                                                                                                   |  |

| 8 tháng 10, 2023 8 | Wolves                                                    | 1-1      | Aston Villa                         | Wolverhampton                                                                                 |  |
| 20:00 UTC+7 | Dawson 28' · Hee Chan 53' · Lemina 62' 90+4' · Semedo 67' | Chi tiết | 6' Kamara · 29' McGinn · 55' Torres | Sân vận động: Molineux Lượng khán giả: 31,578 Trọng tài: Rob Jones Trọng tài VAR: David Coote |  |
| Ghi chú: Đội hình xuất phát: 1 Sá - 3 Ait-Nouri - 24 Toti - 15 Dawson - 23 Kilman (c) - 22 Semedo - 5 Lemina - 8 Gomes - 7 Neto - 12 Cunha - 11 Hwang |                                                           |          |                                     |                                                                                               |  |

| 21 tháng 10, 2023 9 | Bournemouth                                         | 1-2      | Wolves                                                                                               | Bournemouth                                                                                      |  |
| 21:00 UTC+7 | Solanke 17' · Zabarnyi 34' · Scott 45+2' · Cook 54' | Chi tiết | 42', 47' Cunha · 45+3' Kilman · 54' Hee Chan · 83' Traoré · 88' Kalajdžić · 89' Neto · 90+1' Sarabia | Sân vận động: Vitality Lượng khán giả: 11,175 Trọng tài: Paul Tierney Trọng tài VAR: Andy Madley |  |
| Ghi chú: Đội hình xuất phát: 1 Sá - 3 Ait-Nouri - 24 Toti - 15 Dawson - 23 Kilman (c) - 2 Doherty - 6 Traore - 8 Gomes - 7 Neto - 12 Cunha - 11 Hwang |                                                     |          | |                                                                                                  |  |

| 28 tháng 10, 2023 10 | Wolves                                    | 2-2      | Newcastle                                                                             | Wolverhampton                                                                                         |  |
| 21:00 UTC+7 | Lemina 36' · Hee Chan 71' · Aït-Nouri 83' | Chi tiết | 22', 45+4' (ph.đ.) Wilson · 66' Burn · 69' Lascelles · 82' Trippier · 90+6' Longstaff | Sân vận động: Molineux Lượng khán giả: 31,584 Trọng tài: Anthony Taylor Trọng tài VAR: Jarred Gillett |  |
| Ghi chú: Đội hình xuất phát: 1 Sá - 3 Ait-Nouri - 24 Toti - 15 Dawson - 23 Kilman (c) - 22 Semedo - 6 Traore - 5 Lemina - 7 Neto - 12 Cunha - 11 Hwang |                                           |          |                                                                                       | |  |

| 4 tháng 11, 2023 11 | Sheffield United                                                              | 2-1      | Wolves                                              | Sheffield                                                                                               |  |
| 22:00 UTC+7 | Baldock 22' · Archer 72' · Hamer 89' · Norwood 90+10' (ph.đ.) · Heckingbottom | Chi tiết | 49' Dawson · 58' Doyle · 81' Silva · 89' Bellegarde | Sân vận động: Bramall Lane Lượng khán giả: 29,454 Trọng tài: Robert Jones Trọng tài VAR: Chris Kavanagh |  |
| Ghi chú: Đội hình xuất phát: 1 Sá - 3 Ait-Nouri - 24 Toti - 15 Dawson - 23 Kilman (c) - 22 Semedo - 20 Doyle - 5 Lemina - 11 Hwang - 12 Cunha - 18 Kalajdzic |                                                                               |          |                                                     | |  |

| 11 tháng 11, 2023 12 | Wolves                                                                                      | 2-1      | Tottenham                                               | Wolverhampton                                                                                     |  |
| 19:30 UTC+7 | Sarabia 90+1' · Dawson 90+5' · Doherty 90+6' · Lemina 90+7' · Gomes 90+9' · Aït-Nouri 90+9' | Chi tiết | 3' Johnson · 45' Royal · 45+4' Bissouma · 89' Bentancur | Sân vận động: Molineux Lượng khán giả: 31,642 Trọng tài: Tim Robinson Trọng tài VAR: Paul Tierney |  |
| Ghi chú: Đội hình xuất phát: 1 Sá - 3 Ait-Nouri - 24 Toti - 15 Dawson - 23 Kilman (c) - 22 Semedo - 8 Gomes - 5 Lemina - 27 Bellegarde - 11 Hwang - 12 Cunha |                                                                                             |          |                                                         |                                                                                                   |  |

| 28 tháng 11, 2023 13 | Fulham                                                                  | 3-2      | Wolves                                                    | Fulham, London                                                                                                 |  |
| 03:00 UTC+7 | Iwobi 7' · Ream 19' · Willian 59' (ph.đ.), 90+4' (ph.đ.) · Vinícius 88' | Chi tiết | 22' Cunha · 33' Gomes · 75' (ph.đ.) Hee Chan · 84' Lemina | Sân vận động: Craven Cottage Lượng khán giả: 24,366 Trọng tài: Michael Salisbury Trọng tài VAR: Stuart Attwell |  |
| Ghi chú: Đội hình xuất phát: 1 Sá - 3 Ait-Nouri - 24 Toti - 23 Kilman (c) - 4 S. Bueno - 22 Semedo - 8 Gomes - 5 Lemina - 27 Bellegarde - 11 Hwang - 12 Cunha |                                                                         |          |                                                           | |  |

| 2 tháng 12, 2023 14 | Arsenal                             | 2-1      | Wolves                          | Holloway, London                                                                                 |  |
| 22:00 UTC+7 | Saka 8' · Ødegaard 13' · Saliba 66' | Chi tiết | 86', 90+9' Cunha · 88' Hee Chan | Sân vận động: Emirates Lượng khán giả: 60,262 Trọng tài: Peter Bankes Trọng tài VAR: John Brooks |  |
| Ghi chú: Đội hình xuất phát: 1 Sá - 17 H. Bueno - 24 Toti - 15 Dawson - 23 Kilman (c) - 22 Semedo - 6 Traore - 20 Doyle - 27 Bellegarde - 11 Hwang - 12 Cunha |                                     |          |                                 |                                                                                                  |  |

| 6 tháng 12, 2023 15 | Wolves                                 | 1-0      | Burnley                                           | Wolverhampton                                                                                    |  |
| 02:30 UTC+7 | Hee Chan 42' · Lemina 57' · Kilman 80' | Chi tiết | 2' Brownhill · 53' Berge · 63' Taylor · 74' Ekdal | Sân vận động: Molineux Lượng khán giả: 30,439 Trọng tài: Jarred Gillett Trọng tài VAR: Rob Jones |  |
| Ghi chú: Đội hình xuất phát: 25 Bentley - 17 H. Bueno - 24 Toti - 15 Dawson - 23 Kilman (c) - 22 Semedo - 5 Lemina - 8 Gomes - 21 Sarabia - 11 Hwang - 12 Cunha |                                        |          |                                                   |                                                                                                  |  |

| 9 tháng 12, 2023 16 | Wolves    | 1-1      | Nottingham                         | Wolverhampton                                                                                      |  |
| 22:00 UTC+7 | Cunha 32' | Chi tiết | 14' Toffolo · 33' Kouyaté · Cooper | Sân vận động: Molineux Lượng khán giả: 31,543 Trọng tài: Sam Barratt Trọng tài VAR: Chris Kavanagh |  |
| Ghi chú: Đội hình xuất phát: 1 Sá - 17 H. Bueno - 24 Toti - 15 Dawson - 23 Kilman (c) - 22 Semedo - 5 Lemina - 8 Gomes - 21 Sarabia - 11 Hwang - 12 Cunha |           |          |                                    | |  |

| 17 tháng 12, 2023 17 | West Ham                                                             | 3-0      | Wolves              | Stratford, London                                                                                           |  |
| 21:00 UTC+7 | Kudus 23', 32' · Zouma 45+4' · Bowen 74' · Coufal 87' · Kehrer 90+3' | Chi tiết | 45+2' Toti · O'Neil | Sân vận động: London Stadium Lượng khán giả: 62,455 Trọng tài: Chris Kavanagh Trọng tài VAR: Jarred Gillett |  |
| Ghi chú: Đội hình xuất phát: 25 Bentley - 24 Toti - 23 Kilman (c) - 15 Dawson - 22 Semedo - 5 Lemina - 8 Gomes - 11 Hwang - 21 Sarabia - 27 Bellegarde - 12 Cunha |                                                                      |          |                     | |  |

| 24 tháng 12, 2023 18 | Wolves                                                     | 2-1      | Chelsea                                                                                                  | Wolverhampton                                                                                    |  |
| 20:00 UTC+7 | Lemina 27', 51' · Cunha 64' · Doherty 90+3' · Bueno 90+10' | Chi tiết | 30' Gallagher · 56' Palmer · 60' Gusto · 62' Jackson · 90+6' Nkunku · 90+9' Sterling · 90+11' Bettinelli | Sân vận động: Molineux Lượng khán giả: 31,641 Trọng tài: David Coote Trọng tài VAR: David Brooks |  |
| Ghi chú: Đội hình xuất phát: 1 Sá - 3 Ait-Nouri - 24 Toti - 15 Dawson - 23 Kilman (c) - 22 Semedo - 5 Lemina - 8 Gomes - 21 Sarabia - 11 Hwang - 12 Cunha |                                                            |          | |                                                                                                  |  |

| 28 tháng 12, 2023 19 | Brentford                | 1-4      | Wolves                                                       | Brentford, London                                                                                                   |  |
| 02:30 UTC+7 | Wissa 16' · Nørgaard 43' | Chi tiết | 13' Lemina · 14', 28' Hee Chan · 54' Kilman · 79' Bellegarde | Sân vận động: Brentford Community Stadium Lượng khán giả: 17,109 Trọng tài: Andy Madley Trọng tài VAR: Paul Tierney |  |
| Ghi chú: Đội hình xuất phát: 1 Sá - 3 Ait-Nouri - 24 Toti - 4 S. Bueno - 23 Kilman (c) - 22 Semedo - 5 Lemina - 8 Gomes - 21 Sarabia - 11 Hwang - 12 Cunha |                          |          |                                                              | |  |

| 30 tháng 12, 2023 20 | Wolves                                                            | 3-0      | Everton                                      | Wolverhampton                                                                                      |  |
| 22:00 UTC+7 | Kilman 25' · Aït-Nouri 43' · Doyle 45+5' · Cunha 53' · Dawson 61' | Chi tiết | 23' Patterson · 45+5' McNeil · 67' Tarkowski | Sân vận động: Molineux Lượng khán giả: 31,639 Trọng tài: Tom Bramall Trọng tài VAR: Michael Oliver |  |
| Ghi chú: Đội hình xuất phát: 1 Sá - 3 Ait-Nouri - 24 Toti - 15 Dawson - 23 Kilman (c) - 22 Semedo - 20 Doyle - 8 Gomes - 21 Sarabia - 11 Hwang - 12 Cunha |                                                                   |          |                                              | |  |

| 23 tháng 1, 2024 21 | Brighton    | 0-0      | Wolves                                             | Brighton                                                                                      |  |
| 02:45 UTC+7 | Webster 82' | Chi tiết | 45+2' Cunha · 52' Dawson · 73' Kilman · 90+2' Toti | Sân vận động: AMEX Lượng khán giả: 41,505 Trọng tài: Craig Pawson Trọng tài VAR: Simon Hooper |  |
| Ghi chú: Đội hình xuất phát: 1 Sá - 2 Doherty - 24 Toti - 15 Dawson - 23 Kilman (c) - 22 Semedo - 20 Doyle - 5 Lemina - 21 Sarabia - 12 Cunha - 7 Neto |             |          |                                                    |                                                                                               |  |

| 2 tháng 2, 2024 22 | Wolves                                                                   | 3-4      | Man United | Wolverhampton                                                                                       |  |
| 03:15 UTC+7 | Dawson 45+2' · Sarabia 71' (ph.đ.) · Kilman 85' · Cunha 89' · Neto 90+5' | Chi tiết | 3' Casemiro · 5' Rashford · 22' Højlund · 48' Martínez · 75' McTominay · 78' Onana · 90+7' Mainoo · 90+8' Garnacho · 90+10' Shaw | Sân vận động: Molineux Lượng khán giả: 31,641 Trọng tài: Jarred Gillett Trọng tài VAR: Paul Tierney |  |
| Ghi chú: Đội hình xuất phát: 1 Sá - 2 Doherty - 24 Toti - 15 Dawson - 23 Kilman (c) - 22 Semedo - 20 Doyle - 5 Lemina - 27 Bellegarde - 12 Cunha - 7 Neto |                                                                          |          | | |  |

| 4 tháng 2, 2024 23 | Chelsea                                                         | 2-4      | Wolves                                                                  | Fulham, London                                                                                           |  |
| 21:00 UTC+7 | Palmer 19' · Gusto 30' · Caicedo 56' · Chilwell 78' · Silva 86' | Chi tiết | 22', 63', 82' (ph.đ.) Cunha · 38' Semedo · 41' Neto · 43' (l.n.) Disasi | Sân vận động: Stamford Bridge Lượng khán giả: 39,628 Trọng tài: Tim Robinson Trọng tài VAR: Simon Hooper |  |
| Ghi chú: Đội hình xuất phát: 1 Sá - 3 Ait-Nouri - 24 Toti - 15 Dawson - 23 Kilman (c) - 22 Semedo - 5 Lemina - 8 Gomes - 21 Sarabia - 12 Cunha - 7 Neto |                                                                 |          |                                                                         | |  |

| 10 tháng 2, 2024 24 | Wolves                  | 0-2      | Brentford                                                        | Wolverhampton                                                                                     |  |
| 22:00 UTC+7 | Fraser 70' · Lemina 88' | Chi tiết | 35' Nørgaard · 60' Flekken · 68' Jensen · 77' Toney · 81' Janelt | Sân vận động: Molineux Lượng khán giả: 30,731 Trọng tài: Simon Hooper Trọng tài VAR: Peter Bankes |  |
| Ghi chú: Đội hình xuất phát: 1 Sá - 3 Ait-Nouri - 24 Toti - 15 Dawson - 23 Kilman (c) - 22 Semedo - 5 Lemina - 8 Gomes - 21 Sarabia - 12 Cunha - 7 Neto |                         |          |                                                                  |                                                                                                   |  |

| 17 tháng 2, 2024 25 | Tottenham      | 1-2      | Wolves              | Tottenham, London |  |
| 22:00 UTC+7 | Kulusevski 46' | Chi tiết | 42', 63', 67' Gomes | Sân vận động: Tottenham Hotspur Stadium Lượng khán giả: 61,532 Trọng tài: Anthony Taylor Trọng tài VAR: Craig Pawson |  |
| Ghi chú: Đội hình xuất phát: 1 Sá - 3 Ait-Nouri - 24 Toti - 15 Dawson - 23 Kilman (c) - 22 Semedo - 5 Lemina - 8 Gomes - 21 Sarabia - 11 Hwang - 7 Neto |                |          |                     | |  |

| 24 tháng 2, 2024 26 | Wolves                                | 1-0      | Sheffield United | Wolverhampton                                                                                      |  |
| 22:00 UTC+7 | Sarabia 30' · Semedo 72' · Toti 90+6' | Chi tiết | 72' Ahmedhodzic  | Sân vận động: Molineux Lượng khán giả: 30,789 Trọng tài: Darren Bond Trọng tài VAR: Jarred Gillett |  |
| Ghi chú: Đội hình xuất phát: 1 Sá - 3 Ait-Nouri - 24 Toti - 15 Dawson - 23 Kilman (c) - 22 Semedo - 5 Lemina - 8 Gomes - 21 Sarabia - 11 Hwang - 7 Neto |                                       |          |                  | |  |

| 2 tháng 3, 2024 27 | Newcastle                                | 3-0      | Wolves        | Newcastle upon Tyne                                                                                    |  |
| 22:00 UTC+7 | Isak 14' · Gordon 33' · Livramento 90+2' | Chi tiết | 85' Aït-Nouri | Sân vận động: St James' Park Lượng khán giả: 52,206 Trọng tài: Tim Robinson Trọng tài VAR: David Coote |  |
| Ghi chú: Đội hình xuất phát: 1 Sá - 3 Ait-Nouri - 24 Toti - 15 Dawson - 23 Kilman (c) - 22 Semedo - 5 Lemina - 20 Doyle - 21 Sarabia - 27 Bellegarde - 7 Neto |                                          |          |               | |  |

| 9 tháng 3, 2024 28 | Wolves                                                         | 2-1      | Fulham                                | Wolverhampton                                                                                       |  |
| 22:00 UTC+7 | Semedo 45' · Aït-Nouri 52' · S. Bueno 57' · Cairney 67' (l.n.) | Chi tiết | 51' Reed · 72' Palhinha · 90+8' Iwobi | Sân vận động: Molineux Lượng khán giả: 30,860 Trọng tài: Tony Harrington Trọng tài VAR: John Brooks |  |
| Ghi chú: Đội hình xuất phát: 1 Sá - 3 Ait-Nouri - 23 Kilman (c) - 4 S. Bueno - 22 Semedo - 5 Lemina - 8 Gomes - 21 Sarabia - 27 Bellegarde - 7 Neto - 63 Fraser |                                                                |          |                                       | |  |

| 16 tháng 3, 2024 29                                                      | Wolves | P | Bournemouth | Wolverhampton          |  |
| 22:00 UTC+7                                                              |        |   |             | Sân vận động: Molineux |  |
| Ghi chú: Trận đấu được tạm hoãn vì Wolves phải thi đấu tại Tứ kết cúp FA |        |   |             |                        |  |

| 31 tháng 3, 2024 29 | Aston Villa                                                     | 2-0      | Wolves                                              | Birmingham                                                                                          |  |
| 00:30 UTC+7 | Tielemans 30' · Diaby 36' · Konsa 65' · Durán 84' · Digne 90+6' | Chi tiết | 19' Sarabia · 81' Chirewa · 84' Kilman · 90+1' Toti | Sân vận động: Villa Park Lượng khán giả: 42,248 Trọng tài: Paul Tierney Trọng tài VAR: Peter Bankes |  |
| Ghi chú: Đội hình xuất phát: 1 Sá - 3 Ait-Nouri - 23 Kilman (c) - 4 S. Bueno - 22 Semedo - 5 Lemina - 8 Gomes - 20 Doyle - 21 Sarabia - 84 Chiwome |                                                                 |          |                                                     | |  |

| 3 tháng 4, 2024 30 | Burnley          | 1-1      | Wolves                                     | Burnley                                                                                                |  |
| 01:45 UTC+7 | Brunn Larsen 37' | Chi tiết | 45+3' Aït-Nouri · 54' Semedo · 90+3' Gomes | Sân vận động: Turf Moor Lượng khán giả: 21,528 Trọng tài: Thomas Bramall Trọng tài VAR: Chris Kavanagh |  |
| Ghi chú: Đội hình xuất phát: 1 Sá - 17 H. Bueno - 24 Toti - 23 Kilman (c) - 22 Semedo - 3 Ait-Nouri - 8 Gomes - 5 Lemina - 2 Doherty - 21 Sarabia - 84 Chiwome |                  |          |                                            | |  |

| 6 tháng 4, 2024 31 | Wolves                                                                         | 1-2      | West Ham                                                 | Wolverhampton                                                                                        |  |
| 21:00 UTC+7 | Sarabia 33' (ph.đ.), 90+12' · Gomes 43' · Toti 78' · Traoré 88' · Cunha 90+14' | Chi tiết | 30' Emerson · 73' (ph.đ.), 90' Paquetá · 84' Ward-Prowse | Sân vận động: Molineux Lượng khán giả: 31,504 Trọng tài: Tony Harrington Trọng tài VAR: Tim Robinson |  |
| Ghi chú: Đội hình xuất phát: 1 Sá - 2 Doherty - 24 Toti - 23 Kilman (c) - 4 S. Bueno - 22 Semedo - 5 Lemina - 8 Gomes - 20 Doyle - 3 Ait-Nouri - 21 Sarabia |                                                                                |          |                                                          | |  |

| 13 tháng 4, 2024 32 | Nottingham                                          | 2-2      | Wolves                                         | Nottingham                                                                                          |  |
| 21:00 UTC+7 | Gibbs-White 45+1', 77' · Danilo 57' · Murillo 90+5' | Chi tiết | 30' Lemina · 40', 62', 45+2' Cunha · 52' Gomes | Sân vận động: City Ground Lượng khán giả: 29,604 Trọng tài: Craig Pawson Trọng tài VAR: Andy Madley |  |
| Ghi chú: Đội hình xuất phát: 1 Sá - 2 Doherty - 24 Toti - 23 Kilman (c) - 4 S. Bueno - 22 Semedo - 5 Lemina - 8 Gomes - 20 Doyle - 12 Cunha - 21 Sarabia |                                                     |          |                                                | |  |

| 21 tháng 4, 2024 33 | Wolves                               | 0-2      | Arsenal                                       | Wolverhampton                                                                                    |  |
| 01:30 UTC+7 | Toti 32' · Kilman 35' · Hee-chan 51' | Chi tiết | 29', 45' Trossard · 35' Rice · 90+5' Ødegaard | Sân vận động: Molineux Lượng khán giả: 31,621 Trọng tài: Paul Tierney Trọng tài VAR: John Brooks |  |
| Ghi chú: Đội hình xuất phát: 1 Sá - 17 H. Bueno - 24 Toti - 23 Kilman (c) - 4 S. Bueno - 2 Doherty - 8 Gomes - 6 Traoré - 20 Doyle - 62 Chirewa - 11 Hwang |                                      |          |                                               |                                                                                                  |  |

| 25 tháng 4, 2024 34 | Wolves                                               | 0-1      | Bournemouth                           | Wolverhampton                                                                                         |  |
| 01:45 UTC+7 | Semedo 23' · Aït-Nouri 44' · Doherty 61' · Cunha 69' | Chi tiết | 37' Semenyo · 79' Kerkez · 90+2' Ünal | Sân vận động: Molineux Lượng khán giả: 25,541 Trọng tài: Stuart Attwell Trọng tài VAR: Darren England |  |
| Ghi chú: Đội hình xuất phát: 1 Sá - 3 Ait-Nouri - 24 Toti - 23 Kilman (c) - 4 S. Bueno - 22 Semedo - 5 Lemina - 20 Doyle - 8 Gomes - 21 Sarabia - 11 Hwang |                                                      |          |                                       | |  |

| 27 tháng 4, 2024 35 | Wolves                                                   | 2-1      | Luton                    | Wolverhampton                                                                                    |  |
| 21:00 UTC+7 | Gomes 11' · Hee-chan 39', 81' · Toti 50' · Sarabia 90+5' | Chi tiết | 58' Lokonga · 80' Morris | Sân vận động: Molineux Lượng khán giả: 31,531 Trọng tài: David Coote Trọng tài VAR: Paul Tierney |  |
| Ghi chú: Đội hình xuất phát: 1 Sá - 3 Ait-Nouri - 24 Toti - 23 Kilman (c) - 22 Semedo - 2 Doherty - 6 Traore - 5 Lemina - 8 Gomes - 12 Cunha - 11 Hwang |                                                          |          |                          |                                                                                                  |  |

| 4 tháng 5, 2024 36 | Man City                                                   | 5-1      | Wolves                                                            | Greater Manchester                                                                                |  |
| 21:00 UTC+7 | Haaland 12' (ph.đ.), 35', 45+3' (ph.đ.), 54' · Álvarez 85' | Chi tiết | 41' Lemina · 45+2' Semedo · 53' Hee-chan · 64' Traoré · 66' Gomes | Sân vận động: Etihad Lượng khán giả: 53,486 Trọng tài: Craig Pawson Trọng tài VAR: Stuart Attwell |  |
| Ghi chú: Đội hình xuất phát: 1 Sá - 3 Ait-Nouri - 24 Toti - 23 Kilman (c) - 22 Semedo - 17 H. Bueno - 6 Traore - 5 Lemina - 8 Gomes - 12 Cunha - 11 Hwang |                                                            |          |                                                                   |                                                                                                   |  |

| 11 tháng 5, 2024 37 | Wolves                                    | 1-3      | Crystal Palace                                                                 | Wolverhampton                                                                                         |  |
| 21:00 UTC+7 | Traoré 40' · Cunha 66', 77' · Sarabia 71' | Chi tiết | 26' Olise · 28' Mateta · 40' Munoz · 73' Eze · 82' 85' Ahamada · 83' Henderson | Sân vận động: Molineux Lượng khán giả: 31,424 Trọng tài: Tom Bramall Trọng tài VAR: Michael Salisbury |  |
| Ghi chú: Đội hình xuất phát: 25 Bentley - 3 Ait-Nouri - 24 Toti - 23 Kilman (c) - 22 Semedo - 2 Doherty - 5 Lemina - 8 Gomes - 6 Traore - 11 Hwang - 12 Cunha |                                           |          |                                                                                | |  |

| 19 tháng 5, 2024 38 | Liverpool                                 | 2-0      | Wolves                  | Liverpool                                                                                         |  |
| 22:00 UTC+7 | Mac Allister 33' · Quansah 40' · Endo 60' | Chi tiết | 28' Semedo · 45+1' Toti | Sân vận động: Anfield Lượng khán giả: 60,059 Trọng tài: Chris Kavanagh Trọng tài VAR: David Coote |  |
| Ghi chú: Đội hình xuất phát: 1 Sá - 3 Ait-Nouri - 24 Toti - 23 Kilman (c) - 4 S. Bueno - 22 Semedo - 5 Lemina - 8 Gomes - 27 Bellegarde - 11 Hwang - 12 Cunha |                                           |          |                         |                                                                                                   |  |

### Cúp FA
Là một đại diện thi đấu ở giải bóng đá Ngoại hạng Anh, Wolves sẽ bắt đầu chiến dịch cúp FA từ vòng 3 của giải đấu. Tại vòng 3, Wolves sẽ đối đầu với Brentford trên sân khách. Vượt qua Brentford, Wolves sẽ chạm trán với kình địch địa phương West Bromwich Albion tại vòng 4. Tiến vào vòng 5, Wolves sẽ chạm trán Brighton & Hove Albion trên sân nhà. Vượt qua Brighton, Wolves sẽ chạm trán với Coventry City tại Tứ kết trên sân nhà. Thất bại trước Coventry, Wolves chấp nhận dừng bước tại Tứ kết.
| 6 tháng 1, 2024 Vòng 3 | Brentford                                                      | 1-1      | Wolves                                             | Brentford, London |  |
| 02:15 UTC+7 | Damsgaard 27' · Roerslev 37' · Maupay 41' · Lewis-Potter 90+5' | Chi tiết | 9' Gomes · 64' Doyle · 84' S. Bueno · 90+5' Semedo | Sân vận động: Brentford Community Stadium Lượng khán giả: 16,818 Trọng tài: Tony Harrington Trọng tài VAR: Rebecca Welch |  |
| Ghi chú: Đội hình xuất phát: 1 Sá - 2 Doherty - 24 Toti - 4 S. Bueno - 23 Kilman (c) - 8 Gomes - 20 Doyle - 27 Bellegarde - 21 Sarabia - 12 Cunha |                                                                |          |                                                    | |  |

| 17 tháng 1, 2024 Vòng 3 (đá lại) | Wolves                                                       | 3-2      | Brentford                                   | Wolverhampton                                                                                    |  |
| 02:30 UTC+7 | Semedo 36' · Fraser 72' · Cunha 105+5' (ph.đ.) · Kilman 115' | Chi tiết | 13' Collins · 52' Maupay · 86' Peart-Harris | Sân vận động: Molineux Lượng khán giả: 24,692 Trọng tài: Andy Madley Trọng tài VAR: Graham Scott |  |
| Ghi chú: Đội hình xuất phát: 1 Sá - 2 Doherty - 24 Toti - 4 S. Bueno - 23 Kilman (c) - 32 Hodge - 20 Doyle - 27 Bellegarde - 21 Sarabia - 12 Cunha |                                                              |          |                                             |                                                                                                  |  |

| 28 tháng 1, 2024 Vòng 4 | West Brom                 | 0-2      | Wolves               | West Bromwich                                                                |  |
| 18:45 UTC+7 | Wallace 54' · Bartley 72' | Chi tiết | 38' Neto · 78' Cunha | Sân vận động: The Hawthorns Lượng khán giả: 25,013 Trọng tài: Thomas Bramall |  |
| Ghi chú: Đội hình xuất phát: 1 Sá - 2 Doherty - 24 Toti - 15 Dawson - 23 Kilman (c) - 5 Lemina - 20 Doyle - 27 Bellegarde - 7 Neto - 12 Cunha |                           |          |                      |                                                                              |  |

| 29 tháng 2, 2024 Vòng 5 | Wolves                                      | 1-0      | Brighton            | Wolverhampton                                                                                      |  |
| 02:45 UTC+7 | Lemina 2' · Sarabia 73' · Sá 82' · Neto 85' | Chi tiết | 17' Fati · 63' Igor | Sân vận động: Molineux Lượng khán giả: 23,822 Trọng tài: Andy Madley Trọng tài VAR: Anthony Taylor |  |
| Ghi chú: Đội hình xuất phát: 1 Sá - 2 Doherty - 24 Toti - 4 S. Bueno - 23 Kilman (c) - 5 Lemina - 8 Gomes - 20 Doyle - 27 Bellegarde - 11 Hwang |                                             |          |                     | |  |

| 16 tháng 3, 2024 Tứ kết | Wolves                                         | 2-3      | Coventry                                  | Wolverhampton                                                                                      |  |
| 19:15 UTC+7 | Aït-Nouri 7', 83' · Sarabia 81' · H. Bueno 88' | Chi tiết | 53', 90+7' Simms · 90+10' Wright · Palmer | Sân vận động: Molineux Lượng khán giả: 31,262 Trọng tài: Sam Barrott Trọng tài VAR: Stuart Attwell |  |
| Ghi chú: Đội hình xuất phát: 1 Sá - 3 Ait-Nouri - 24 Toti - 4 S. Bueno - 23 Kilman (c) - 22 Semedo - 8 Gomes - 20 Doyle - 5 Lemina - 21 Sarabia - 63 Fraser |                                                |          |                                           | |  |

### Cúp EFL
Là một đại diện thi đấu ở giải bóng đá Ngoại hạng Anh nhưng không được tham dự cúp châu Âu, Wolves sẽ bắt đầu chiến dịch ở cúp EFL từ vòng 2 của giải đấu. Tại vòng 2, Wolves sẽ đối đầu với đại diện EFL League One, Blackpool trên sân nhà. Vượt qua Blackpool ở vòng 2, Wolves sẽ đối đầu với đại diện EFL Championship, Ipswich Town ở vòng 3. Thua Ipswich, Wolves dừng chân tại đấu trường này ở vòng 3.
| 30 tháng 8, 2023 Vòng 2 | Wolves                                                         | 5-0      | Blackpool | Wolverhampton                                                           |  |
| 01:45 UTC+7 | Kalajdžić 10', 40' · Silva 25' · Doherty 60', 66' · Fraser 84' | Chi tiết | 57' Weir  | Sân vận động: Molineux Lượng khán giả: 20,605 Trọng tài: Jarred Gillett |  |
| Ghi chú: Đội hình xuất phát: 25 Bentley - 19 Jonny - 24 Toti - 23 Kilman (c) - 2 Doherty - 32 Hodge - 6 Traoré - 3 Ait-Nouri - 29 Silva - 21 Sarabia - 18 Kalajdzic |                                                                |          |           |                                                                         |  |

| 27 tháng 9, 2023 Vòng 3 | Ipswich                                                                        | 3-2      | Wolves                                                 | Ipswich                                                                  |  |
| 01:45 UTC+7 | Evans 16' · Hutchinson 28' · Ladapo 39' · Taylor 58' · Aluko 86' · Baggott 88' | Chi tiết | 4', 45' Hee Chan · 12' Traoré · 15' Toti · 90+1' Cunha | Sân vận động: Portman Road Lượng khán giả: 20,236 Trọng tài: Sam Barrott |  |
| Ghi chú: Đội hình xuất phát: 25 Bentley (c) - 17 H. Bueno - 24 Toti - 4 S. Bueno - 19 Jonny - 2 Doherty - 20 Doyle - 6 Traore - 11 Hwang - 18 Kalajdzic - 21 Sarabia |                                                                                |          |                                                        |                                                                          |  |

## Thống kê và giải thưởng

### Thống kê

#### Chung
| Thành tích                          | Cầu thủ / Trận đấu        | Đối thủ / Tổng số      | Ngày       | Nguồn  |
| ----------------------------------- | ------------------------- | ---------------------- | ---------- | ------ |
| Cá nhân                             |                           |                        |            |        |
| Vua phá lưới                        | Matheus Cunha             | 14 bàn                 | -          |        |
| Vua kiến tạo                        | Pedro Neto Pablo Sarabia  | 10 kiến tạo            | -          |        |
| Bàn thắng đầu tiên                  | Hwang Hee-chan            | Brighton               | 19/8/2023  | [ 21 ] |
| Bàn thắng cuối cùng                 | Matheus Cunha             | Crystal Palace         | 11/5/2024  | [ 22 ] |
| Bàn thắng nhanh nhất                | Mario Lemina              | Brighton (phút 2)      | 29/2/2024  | [ 23 ] |
| Bàn thắng muộn nhất                 | Mario Lemina              | Tottenham (phút 90+7)  | 11/11/2023 | [ 24 ] |
| Nhiều bàn thắng nhất trong một trận | Matheus Cunha             | Chelsea (3 bàn)        | 4/2/2024   | [ 25 ] |
| Nhiều kiến tạo nhất trong một trận  | Pablo Sarabia             | Blackpool (3 kiến tạo) | 30/8/2023  | [ 26 ] |
| Tập thể                             |                           |                        |            |        |
| Trận thắng sân nhà đậm nhất         | Wolves 5-0 Blackpool      | Blackpool              | 30/8/2023  | [ 26 ] |
| Trận thắng sân khách đậm nhất       | Brentford 1-4 Wolves      | Brentford              | 28/12/2023 | [ 27 ] |
| Trận thua sân nhà đậm nhất          | Wolves 1-4 Brighton       | Brighton               | 19/8/2023  | [ 21 ] |
| Trận thua sân khách đậm nhất        | West Ham 3-0 Wolves       | West Ham United        | 17/12/2023 | [ 28 ] |
| Trận có nhiều bàn thắng nhất        | Wolves 3-4 Man United (7) | Man United             | 2/2/2024   | [ 29 ] |

#### Cá nhân
Tính đến ngày 2 tháng 6 năm 2024
| Số áo                  | Vị trí | Cầu thủ                | Ngoại hạng Anh | Ngoại hạng Anh | Ngoại hạng Anh | Cúp FA | Cúp FA | Cúp FA | Cúp EFL | Cúp EFL | Cúp EFL | Tổng cộng | Tổng cộng | Tổng cộng | Thẻ phạt | Thẻ phạt | Ghi chú     |
| Số áo                  | Vị trí | Cầu thủ                | P              | G              | A              | P      | G      | A      | P       | G       | A       | P         | G         | A         | Thẻ vàng | Thẻ đỏ   | Ghi chú     |
| ---------------------- | ------ | ---------------------- | -------------- | -------------- | -------------- | ------ | ------ | ------ | ------- | ------- | ------- | --------- | --------- | --------- | -------- | -------- | ----------- |
| 1                      | GK     | José Sá                | 35             | 0              | 1              | 5      | 0      | 0      | 0       | 0       | 0       | 40        | 0         | 1         | 2        | 0        |             |
| 2                      | DF     | Matt Doherty           | 9(21)          | 1              | 0              | 4(1)   | 0      | 1      | 2       | 2       | 0       | 15(22)    | 3         | 1         | 2        | 0        |             |
| 3                      | DF     | Rayan Aït-Nouri        | 29(4)          | 2              | 1              | 2(1)   | 1      | 1      | 1(1)    | 0       | 0       | 32(6)     | 3         | 2         | 8        | 0        |             |
| 4                      | DF     | Santiago Bueno         | 9(3)           | 0              | 0              | 4      | 0      | 0      | 1       | 0       | 0       | 14(3)     | 0         | 0         | 2        | 0        |             |
| 5                      | MF     | Mario Lemina           | 34(1)          | 4              | 1              | 3(1)   | 1      | 0      | 0       | 0       | 0       | 37(2)     | 5         | 1         | 12       | 1        | [ a ] [ b ] |
| 6                      | MF     | Boubacar Traoré        | 7(17)          | 0              | 0              | 0(1)   | 0      | 0      | 2       | 0       | 0       | 9(18)     | 0         | 0         | 5        | 0        |             |
| 7                      | FW     | Pedro Neto             | 18(2)          | 2              | 9              | 1(3)   | 1      | 1      | 0       | 0       | 0       | 19(5)     | 3         | 10        | 5        | 0        |             |
| 8                      | MF     | João Gomes             | 32(2)          | 2              | 1              | 3      | 0      | 0      | 0(1)    | 0       | 0       | 34(3)     | 2         | 1         | 11       | 1        | [ c ] [ d ] |
| 11                     | FW     | Hwang Hee-chan         | 25(4)          | 12             | 3              | 1      | 0      | 0      | 1       | 1       | 0       | 27(4)     | 13        | 3         | 7        | 0        |             |
| 12                     | FW     | Matheus Cunha          | 29(3)          | 12             | 7              | 3      | 2      | 1      | 0(1)    | 0       | 0       | 32(4)     | 14        | 8         | 10       | 0        |             |
| 14                     | MF     | Noha Lemina ‡          | 0              | 0              | 0              | 0      | 0      | 0      | 0       | 0       | 0       | 0         | 0         | 0         | 0        | 0        |             |
| 15                     | DF     | Craig Dawson           | 25             | 1              | 1              | 1(2)   | 0      | 0      | 0       | 0       | 0       | 26(2)     | 1         | 1         | 7        | 0        | [ e ]       |
| 17                     | DF     | Hugo Bueno             | 7(15)          | 0              | 0              | 0(2)   | 1      | 0      | 1(1)    | 0       | 0       | 8(18)     | 1         | 0         | 1        | 0        |             |
| 20                     | MF     | Tommy Doyle ‡          | 11(15)         | 0              | 0              | 5      | 1      | 0      | 1       | 0       | 0       | 17(15)    | 1         | 0         | 2        | 0        |             |
| 21                     | FW     | Pablo Sarabia          | 20(10)         | 4              | 7              | 3(1)   | 0      | 0      | 2       | 0       | 3       | 26(10)    | 4         | 10        | 7        | 0        |             |
| 22                     | DF     | Nélson Semedo          | 36             | 0              | 1              | 4(1)   | 1      | 0      | 0       | 0       | 0       | 40(1)     | 1         | 1         | 12       | 1        | [ f ]       |
| 23                     | DF     | Max Kilman             | 38             | 2              | 0              | 5      | 0      | 1      | 1       | 0       | 0       | 44        | 2         | 1         | 8        | 0        |             |
| 24                     | DF     | Toti                   | 31(4)          | 1              | 3              | 5      | 0      | 0      | 2       | 1       | 0       | 38(4)     | 2         | 3         | 6        | 0        |             |
| 25                     | GK     | Daniel Bentley         | 3(2)           | 0              | 0              | 0      | 0      | 0      | 2       | 0       | 0       | 5(2)      | 0         | 0         | 0        | 0        |             |
| 27                     | MF     | Jean-Ricner Bellegarde | 10(12)         | 2              | 1              | 4      | 0      | 0      | 0       | 0       | 0       | 14(12)    | 2         | 1         | 0        | 1        | [ g ]       |
| 30                     | FW     | Enso González          | 0(1)           | 0              | 0              | 0      | 0      | 0      | 0       | 0       | 0       | 0(1)      | 0         | 0         | 0        | 0        |             |
| 37                     | FW     | Fletcher Holman ↑      | 0              | 0              | 0              | 0      | 0      | 0      | 0       | 0       | 0       | 0         | 0         | 0         | 0        | 0        |             |
| 40                     | GK     | Tom King               | 0              | 0              | 0              | 0      | 0      | 0      | 0       | 0       | 0       | 0         | 0         | 0         | 0        | 0        |             |
| 42                     | MF     | Harvey Griffiths ↑     | 0              | 0              | 0              | 0      | 0      | 0      | 0(1)    | 0       | 0       | 0(1)      | 0         | 0         | 0        | 0        |             |
| 45                     | FW     | Ty Barnett ↑           | 0              | 0              | 0              | 0      | 0      | 0      | 0       | 0       | 0       | 0         | 0         | 0         | 0        | 0        |             |
| 46                     | DF     | Alfie Pond ↑           | 0              | 0              | 0              | 0      | 0      | 0      | 0(1)    | 0       | 0       | 0(1)      | 0         | 0         | 0        | 0        |             |
| 57                     | MF     | Temple Ojinnaka ↑      | 0              | 0              | 0              | 0      | 0      | 0      | 0       | 0       | 0       | 0         | 0         | 0         | 0        | 0        |             |
| 61                     | DF     | Wesley Okoduwa ↑       | 0              | 0              | 0              | 0      | 0      | 0      | 0       | 0       | 0       | 0         | 0         | 0         | 0        | 0        |             |
| 62                     | FW     | Tawanda Chirewa ↑      | 1(7)           | 0              | 0              | 0(2)   | 0      | 0      | 0       | 0       | 0       | 1(9)      | 0         | 0         | 1        | 0        |             |
| 63                     | FW     | Nathan Fraser ↑        | 1(6)           | 0              | 0              | 1(1)   | 1      | 0      | 0(2)    | 1       | 1       | 2(9)      | 2         | 1         | 1        | 0        |             |
| 84                     | FW     | Leon Chiwome ↑         | 2(1)           | 0              | 0              | 0(1)   | 0      | 0      | 0       | 0       | 0       | 2(2)      | 0         | 0         | 0        | 0        |             |
| Rời đội trong mùa giải |        |                        |                |                |                |        |        |        |         |         |         |           |           |           |          |          |             |
| 4                      | DF     | Nathan Collins †       | 0              | 0              | 0              | 0      | 0      | 0      | 0       | 0       | 0       | 0         | 0         | 0         | 0        | 0        |             |
| 9                      | FW     | Raúl Jiménez †         | 0              | 0              | 0              | 0      | 0      | 0      | 0       | 0       | 0       | 0         | 0         | 0         | 0        | 0        |             |
| 9                      | FW     | Fábio Silva ¤          | 3(5)           | 0              | 0              | 0      | 0      | 0      | 1(1)    | 1       | 0       | 4(6)      | 1         | 0         | 2        | 0        |             |
| 10                     | FW     | Daniel Podence ¤       | 0              | 0              | 0              | 0      | 0      | 0      | 0       | 0       | 0       | 0         | 0         | 0         | 0        | 0        |             |
| 13                     | GK     | Matija Šarkić †        | 0              | 0              | 0              | 0      | 0      | 0      | 0       | 0       | 0       | 0         | 0         | 0         | 0        | 0        |             |
| 14                     | DF     | Yerson Mosquera ¤      | 0              | 0              | 0              | 0      | 0      | 0      | 0       | 0       | 0       | 0         | 0         | 0         | 0        | 0        |             |
| 18                     | FW     | Saša Kalajdžić ¤       | 1(10)          | 2              | 0              | 0      | 0      | 0      | 2       | 1       | 1       | 3(10)     | 3         | 1         | 1        | 0        |             |
| 19                     | DF     | Jonny †                | 0(1)           | 0              | 0              | 0      | 0      | 0      | 2       | 0       | 0       | 2(1)      | 0         | 0         | 0        | 0        |             |
| 20                     | FW     | Chiquinho ¤            | 0              | 0              | 0              | 0      | 0      | 0      | 0       | 0       | 0       | 0         | 0         | 0         | 0        | 0        |             |
| 27                     | MF     | Matheus Nunes †        | 2              | 0              | 0              | 0      | 0      | 0      | 0       | 0       | 0       | 2         | 0         | 0         | 2        | 1        | [ h ]       |
| 30                     | FW     | Gonçalo Guedes ¤       | 0              | 0              | 0              | 0      | 0      | 0      | 0       | 0       | 0       | 0         | 0         | 0         | 0        | 0        |             |
| 32                     | MF     | Joe Hodge ¤            | 0              | 0              | 0              | 1      | 0      | 0      | 1       | 0       | 0       | 2         | 0         | 0         | 0        | 0        |             |
| 33                     | DF     | Ryan Giles †           | 0              | 0              | 0              | 0      | 0      | 0      | 0       | 0       | 0       | 0         | 0         | 0         | 0        | 0        |             |
| 39                     | MF     | Luke Cundle ¤          | 0              | 0              | 0              | 0      | 0      | 0      | 0       | 0       | 0       | 0         | 0         | 0         | 0        | 0        |             |
| 77                     | MF     | Chem Campbell ¤        | 0              | 0              | 0              | 0      | 0      | 0      | 0       | 0       | 0       | 0         | 0         | 0         | 0        | 0        |             |
| 81                     | DF     | Dexter Lembikisa ¤     | 0              | 0              | 0              | 0      | 0      | 0      | 0       | 0       | 0       | 0         | 0         | 0         | 0        | 0        |             |

Chú thích:
      ‡ Cầu thủ theo dạng cho mượn
      † Cầu thủ rời đội trong mùa giải
      ¤ Cầu thủ được đem cho mượn trong mùa giải
      ↑ Cầu thủ từ đội học viện
P = Số trận đấu (Vào sân từ ghế dự bị)
G = Số bàn thắng                                                  
—
A = Số kiến tạo
 = Thẻ vàng                                                
—
 = Thẻ đỏ
GK = Thủ môn
—
DF = Hậu vệ 
—
MF = Tiền vệ
—
FW = Tiền đạo

### Giải thưởng

#### Castore Player of The Month(trước tháng 12)- Monster Player of The Month(từ tháng 12)
Giải thưởng được trao hàng tháng trong nội bộ đội bóng cho cầu thủ có màn trình diễn trên sân hay nhất tháng, được bình chọn bởi người hâm mộ trên trang chủ của đội
| Tháng    | Cầu thủ        | Thành tích                      | Nguồn  |
| -------- | -------------- | ------------------------------- | ------ |
| Tháng 8  | Saša Kalajdžić | 3 trận, 2 bàn thắng             | [ 30 ] |
| Tháng 9  | Pedro Neto     | 4 trận, 1 bàn thắng, 3 kiến tạo | [ 31 ] |
| Tháng 10 | Hwang Hee-chan | 3 trận, 2 bàn thắng, 1 kiến tạo | [ 32 ] |
| Tháng 11 | Mario Lemina   | 3 trận, 1 bàn thắng             | [ 33 ] |
| Tháng 12 | Mario Lemina   | 5 trận, 2 bàn thắng             | [ 34 ] |
| Tháng 1  | Matheus Cunha  | 4 trận, 2 bàn thắng, 1 kiến tạo | [ 35 ] |
| Tháng 2  | João Gomes     | 6 trận, 2 bàn thắng, 1 kiến tạo | [ 36 ] |

#### Giải thưởng mùa giải
| Hạng mục                                    | Cầu thủ                    | Nguồn  |
| ------------------------------------------- | -------------------------- | ------ |
| Cầu thủ xuất sắc nhất mùa cầu thủ bình chọn | Nélson Semedo              | [ 37 ] |
| Cầu thủ xuất sắc nhất mùa fans bình chọn    | Mario Lemina               | [ 37 ] |
| Bàn thắng đẹp nhất mùa                      | Pablo Sarabia vs Tottenham | [ 37 ] |
| Cầu thủ học viện xuất sắc nhất              | Dani Ángel                 | [ 37 ] |
| Giải thưởng cộng đồng                       | Tommy Doyle                | [ 37 ] |

#### Ngoại hạng Anh
| Tháng    | Cầu thủ        | Giải thưởng                                                 | Kết quả | Nguồn  |
| -------- | -------------- | ----------------------------------------------------------- | ------- | ------ |
| Tháng 8  | José Sá        | Castrol Save of the Month (Pha cứu thua đẹp nhất tháng)     | Đề cử   | [ 38 ] |
| Tháng 9  | Pedro Neto     | EA SPORTS Player of the Month (Cầu thủ xuất sắc nhất tháng) | Đề cử   | [ 39 ] |
| Tháng 10 | Pedro Neto     | EA SPORTS Player of the Month (Cầu thủ xuất sắc nhất tháng) | Đề cử   | [ 40 ] |
| Tháng 10 | Hwang Hee-chan | Budweiser Goal of the Month (Bàn thắng đẹp nhất tháng)      | Đề cử   | [ 41 ] |
| Tháng 11 | Pablo Sarabia  | Budweiser Goal of the Month (Bàn thắng đẹp nhất tháng)      | Đề cử   | [ 42 ] |
| Tháng 12 | Matheus Cunha  | EA SPORTS Player of the Month (Cầu thủ xuất sắc nhất tháng) | Đề cử   | [ 43 ] |
| Tháng 2  | João Gomes     | EA SPORTS Player of the Month (Cầu thủ xuất sắc nhất tháng) | Đề cử   | [ 44 ] |
| Tháng 2  | José Sá        | Castrol Save of the Month (Pha cứu thua đẹp nhất tháng)     | Đề cử   | [ 45 ] |

## Chuyển nhượng

### Mua
| Ngày       | Vị trí | Quốc tịch        | Tên                    | Mua từ             | Phí           | Nguồn  |
| ---------- | ------ | ---------------- | ---------------------- | ------------------ | ------------- | ------ |
| 1/7/2023   | CM     | Mali             | Boubacar Traoré        | FC Metz            | £9,500,000    | [ 46 ] |
| 1/7/2023   | CF     | Brasil           | Matheus Cunha          | Atlético Madrid    | £44,000,000   | [ 47 ] |
| 3/7/2023   | GK     | Wales            | Tom King               | Northampton Town   | Tự do         | [ 48 ] |
| 20/7/2023  | RB     | Cộng hòa Ireland | Matt Doherty           | Atlético Madrid    | Tự do         | [ 49 ] |
| 30/7/2023  | LW     | Bồ Đào Nha       | Leo Lopes              | Grasshopper Zurich | Không tiết lộ | [ 50 ] |
| 14/8/2023  | ST     | Anh              | Reiss Bowen            | Fleetwood Town     | Không tiết lộ | [ 51 ] |
| 31/8/2023  | LW     | Paraguay         | Enso González          | Club Libertad      | £5,000,000    | [ 52 ] |
| 31/8/2023  | CB     | Uruguay          | Santiago Bueno         | Girona             | £8,500,000    | [ 53 ] |
| 1/9/2023   | CM     | Pháp             | Jean-Ricner Bellegarde | Strasbourg         | £12,800,000   | [ 54 ] |
| 2/9/2023   | CM     | Anh              | Matthew Whittingham    | Manchester City    | Tự do         | [ 55 ] |
| 18/9/2023  | CM     | Zimbabwe         | Tawanda Chirewa        | Ipswich Town       | Tự do         | [ 56 ] |
| 12/10/2023 | ST     | Tây Ban Nha      | Dani Ángel             | Clapton            | Tự do         | [ 57 ] |
| 8/1/2024   | ST     | Anh              | Fletcher Holman        | Eastbourne Borough | Không tiết lộ | [ 58 ] |

### Mượn
| Ngày      | Vị trí | Quốc tịch | Tên         | Mượn từ             | Thời hạn  | Nguồn  |
| --------- | ------ | --------- | ----------- | ------------------- | --------- | ------ |
| 1/9/2023  | CM     | Anh       | Tommy Doyle | Manchester City     | 30/6/2024 | [ 59 ] |
| 31/1/2024 | CAM    | Pháp      | Noha Lemina | Paris Saint-Germain | 30/6/2024 | [ 60 ] |

### Bán
| Ngày      | Vị trí | Quốc tịch        | Tên                    | Bán cho                  | Phí           | Nguồn  |
| --------- | ------ | ---------------- | ---------------------- | ------------------------ | ------------- | ------ |
| 23/6/2023 | CM     | Bồ Đào Nha       | Rúben Neves            | Al-Hilal                 | £47,000,000   | [ 61 ] |
| 30/6/2023 | CM     | Bồ Đào Nha       | João Moutinho          | Braga                    | Tự do         | [ 63 ] |
| 30/6/2023 | ST     | Tây Ban Nha      | Diego Costa            | Botafogo                 | Tự do         | [ 63 ] |
| 30/6/2023 | RW     | Tây Ban Nha      | Adama Traoré           | Fulham                   | Tự do         | [ 63 ] |
| 30/6/2023 | CM     | Anh              | Taylor Perry           | Shrewsbury Town          | Tự do         | [ 67 ] |
| 30/6/2023 | CM     | Anh              | Jack Hodnett           | Shifnal Town             | Tự do         | [ 67 ] |
| 30/6/2023 | LB     | Anh              | Luke Matheson          | Bolton Wanderers         | Tự do         | [ 67 ] |
| 30/6/2023 | CF     | Bắc Ireland      | Lee Harkin             | Coleraine                | Tự do         | [ 67 ] |
| 30/6/2023 | CB     | Anh              | Michael Agboola        | Hullbridge Sports        | Tự do         | [ 67 ] |
| 30/6/2023 | RB     | Bắc Ireland      | Jack Scott             | Linfield                 | Tự do         | [ 67 ] |
| 1/7/2023  | CB     | Anh              | Conor Coady            | Leicester City           | £8,500,000    | [ 71 ] |
| 4/7/2023  | CB     | Cộng hòa Ireland | Nathan Collins         | Brentford                | £23,000,000   | [ 72 ] |
| 7/7/2023  | CM     | Nhật Bản         | Hayao Kawabe           | Standard Liège           | £1,300,000    | [ 73 ] |
| 15/7/2023 | CB     | Anh              | Dion Sanderson         | Birmingham City          | £2,000,000    | [ 74 ] |
| 21/7/2023 | GK     | Anh              | Jackson Smith          | Walsall                  | Không tiết lộ | [ 75 ] |
| 25/7/2023 | ST     | México           | Raúl Jiménez           | Fulham                   | £5,500,000    | [ 76 ] |
| 28/7/2023 | LB     | Anh              | Ryan Giles             | Luton Town               | £5,000,000    | [ 77 ] |
| 31/7/2023 | CM     | Anh              | Ackeme Francis-Burrell | Stockport County         | Không tiết lộ | [ 78 ] |
| 3/8/2023  | GK     | Montenegro       | Matija Šarkić          | Millwall                 | £1,200,000    | [ 79 ] |
| 18/8/2023 | CB     | Cộng hòa Ireland | Lewis Richards         | Bradford City            | Không tiết lộ | [ 80 ] |
| 1/9/2023  | CM     | Bồ Đào Nha       | Matheus Nunes          | Manchester City          | £53,000,000   | [ 81 ] |
| 3/9/2023  | CM     | Malta            | Dylan Scicluna         | Western Sydney Wanderers | Không tiết lộ | [ 82 ] |
| 11/9/2023 | CB     | Bồ Đào Nha       | Christian Marques      | Yverdon Sport            | Không tiết lộ | [ 83 ] |
| 1/1/2024  | GK     | Iceland          | Pálmi Arinbjörnsson    | Vikingur                 | Không tiết lộ | [ 84 ] |
| 26/1/2024 | LB     | Tây Ban Nha      | Jonny                  | PAOK                     | Tự do         | [ 86 ] |
| 1/2/2024  | RW     | Canada           | Theo Corbeanu          | Granada CF               | £750,000      | [ 87 ] |
| 6/2/2024  | CM     | Bồ Đào Nha       | Bruno Jordão           | Chấm dứt hợp đồng        | Tự do         | [ 88 ] |

### Cho mượn
| Ngày       | Vị trí | Quốc tịch        | Tên              | Cho mượn tới           | Thời hạn     | Nguồn   |
| ---------- | ------ | ---------------- | ---------------- | ---------------------- | ------------ | ------- |
| 16/6/2023  | ST     | Jamaica          | Tyler Roberts    | Doncaster Rovers       | 2/1/2024     | [ 90 ]  |
| 4/7/2023   | RW     | Canada           | Theo Corbeanu    | Grasshopper Zurich     | 19/1/2024    | [ 91 ]  |
| 4/7/2023   | CB     | Hà Lan           | Nigel Lonwijk    | Grasshopper Zurich     | 16/11/2023   | [ 91 ]  |
| 13/7/2023  | GK     | Anh              | Louie Moulden    | Rochdale               | 16/1/2024    | [ 93 ]  |
| 21/7/2023  | RB     | Hà Lan           | Ki-Jana Hoever   | Stoke City             | 30/6/2024    | [ 94 ]  |
| 22/7/2023  | RW     | Bồ Đào Nha       | Chiquinho        | Stoke City             | 31/8/2023    | [ 96 ]  |
| 27/7/2023  | RB     | Jamaica          | Dexter Lembikisa | Rotherham United       | 10/1/2024    | [ 98 ]  |
| 28/7/2023  | CB     | Anh              | Ollie Tipton     | Notts County           | 2/1/2024     | [ 99 ]  |
| 7/8/2023   | CM     | Anh              | Luke Cundle      | Plymouth Argyle        | 9/1/2024     | [ 101 ] |
| 23/8/2023  | CAM    | Wales            | Chem Campbell    | Charlton Athletic      | 16/1/2024    | [ 102 ] |
| 29/8/2023  | RB     | Hungary          | Bendegúz Bolla   | Servette               | 30/6/2024    | [ 103 ] |
| 29/8/2023  | ST     | Bồ Đào Nha       | Gonçalo Guedes   | Benfica                | 19/1/2024    | [ 104 ] |
| 31/8/2023  | CB     | Anh              | Alfie Pond       | Stockport County       | 2/1/2024     | [ 105 ] |
| 1/9/2023   | CM     | Anh              | Harvey Griffiths | Walsall                | 2/1/2024     | [ 106 ] |
| 1/9/2023   | RW     | Bồ Đào Nha       | Chiquinho        | Famalicão              | 30/6/2024    | [ 107 ] |
| 4/9/2023   | LW     | Bồ Đào Nha       | Daniel Podence   | Olympiakos             | 30/6/2024    | [ 108 ] |
| 28/12/2023 | ST     | Bồ Đào Nha       | Fábio Silva      | Rangers                | 30/6/2024    | [ 109 ] |
| 4/1/2024   | CM     | Wales            | Owen Hesketh     | Kidderminster Harriers | 30/6/2024    | [ 110 ] |
| 7/1/2024   | ST     | Áo               | Saša Kalajdžić   | Eintracht Frankfurt    | 30/6/2024    | [ 111 ] |
| 9/1/2024   | CM     | Anh              | Luke Cundle      | Stoke City             | 30/6/2024    | [ 100 ] |
| 12/1/2024  | RB     | Jamaica          | Dexter Lembikisa | Hearts                 | 30/6/2024    | [ 112 ] |
| 16/1/2024  | GK     | Anh              | Louie Moulden    | Northampton Town       | 30/6/2024    | [ 113 ] |
| 16/1/2024  | CAM    | Wales            | Chem Campbell    | Wycombe Wanderers      | 30/6/2024    | [ 114 ] |
| 16/1/2024  | GK     | Anh              | Joe Young        | Buxton                 | 30/6/2024    | [ 115 ] |
| 19/1/2024  | ST     | Bồ Đào Nha       | Gonçalo Guedes   | Villarreal             | 30/6/2024    | [ 116 ] |
| 23/1/2024  | CB     | Colombia         | Yerson Mosquera  | Villarreal             | 30/6/2024    | [ 117 ] |
| 1/2/2024   | CM     | Cộng hòa Ireland | Joe Hodge        | Queens Park Rangers    | 30/6/2024    | [ 118 ] |
| 1/2/2024   | CB     | Hà Lan           | Nigel Lonwijk    | Wycombe Wanderers      | 30/6/2024    | [ 119 ] |
| 3/2/2024   | ST     | Anh              | Owen Farmer      | Rushall Olympic        | 30/6/2024    | [ 120 ] |
| 3/2/2024   | RB     | Singapore        | Harry Birtwistle | Oxford City            | 30/6/2024    | [ 120 ] |
| 12/3/2024  | CB     | Indonesia        | Justin Hubner    | Cerezo Osaka           | Tháng 1/2025 | [ 121 ] |

### Gia hạn
| Ngày       | Vị trí | Quốc tịch        | Tên               | Thời hạn  | Nguồn   |
| ---------- | ------ | ---------------- | ----------------- | --------- | ------- |
| 6/6/2023   | ST     | Cộng hòa Ireland | Nathan Fraser     | 30/6/2025 | [ 122 ] |
| 6/7/2023   | CM     | Anh              | Harvey Griffiths  | 30/6/2026 | [ 123 ] |
| 21/7/2023  | RB     | Hà Lan           | Ki-Jana Hoever    | 30/6/2026 | [ 94 ]  |
| 13/8/2023  | CB     | Anh              | Max Kilman        | 30/6/2028 | [ 124 ] |
| 15/8/2023  | LW     | Anh              | Ty Barnett        | 30/6/2026 | [ 125 ] |
| 24/8/2023  | CB     | Anh              | Kam Kandola       | 30/6/2025 | [ 126 ] |
| 25/8/2023  | LB     | Anh              | Aaron Keto-Diyawa | 30/6/2025 | [ 127 ] |
| 29/8/2023  | CM     | Anh              | Mason Rees        | 30/6/-    | [ 128 ] |
| 4/9/2023   | LW     | Bồ Đào Nha       | Daniel Podence    | 30/6/2025 | [ 108 ] |
| 21/9/2023  | LW     | Anh              | Owen Farmer       | 30/6/2026 | [ 129 ] |
| 29/9/2023  | GK     | Bồ Đào Nha       | José Sá           | 30/6/2027 | [ 130 ] |
| 6/10/2023  | ST     | Anh              | Fraser Harper     | 30/6/-    | [ 131 ] |
| 17/11/2023 | CB     | Anh              | Caden Voice       | 30/6/-    | [ 132 ] |
| 20/11/2023 | LWB    | Tây Ban Nha      | Hugo Bueno        | 30/6/2028 | [ 133 ] |
| 11/12/2023 | RWB    | Singapore        | Harry Birtwistle  | 30/6/2025 | [ 134 ] |
| 21/12/2023 | LW     | Hàn Quốc         | Hwang Hee-chan    | 30/6/2028 | [ 135 ] |
| 22/12/2023 | CAM    | Anh              | Conor McLeod      | 30/6/-    | [ 136 ] |
| 8/2/2024   | CB     | Bồ Đào Nha       | Toti              | 30/6/2029 | [ 137 ] |
| 14/2/2024  | GK     | Wales            | Tom King          | 30/6/2027 | [ 138 ] |